# Gmina Krzeszów
Die Gmina Krzeszów ist eine Landgemeinde im Powiat Niżański der Woiwodschaft Karpatenvorland in Polen. Ihr Sitz ist das gleichnamige Dorf (eine ehemalige Stadt) mit etwa 900 Einwohnern.

## Gliederung
Zur Landgemeinde (gmina wiejska) Krzeszów gehören folgende 12 Dörfer mit einem Schulzenamt.
Bystre
Kamionka Dolna-Kamionka-Kolonia
Kamionka Górna
Koziarnia I
Koziarnia II
Krzeszów
Krzeszów Dolny
Kustrawa
Łazów
Podolszynka Ordynacka
Podolszynka Plebańska
Sigiełki